# Coprimorphus scrutator
Coprimorphus scrutator är en skalbaggsart som beskrevs av Herbst 1789. Coprimorphus scrutator ingår i släktet Coprimorphus och familjen Aphodiidae. Inga underarter finns listade i Catalogue of Life.

## Bildgalleri

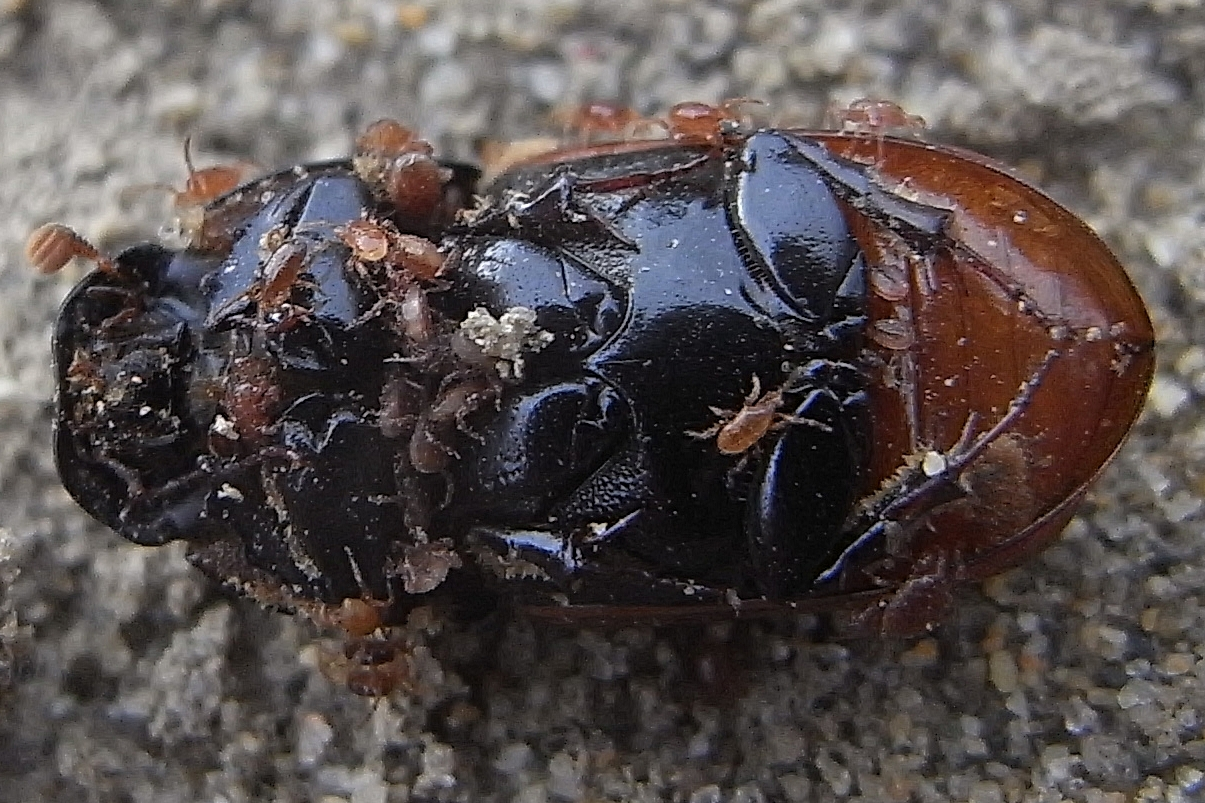
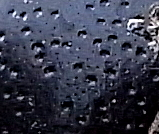
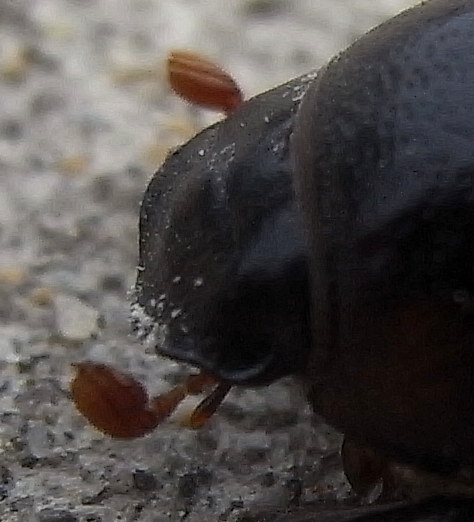
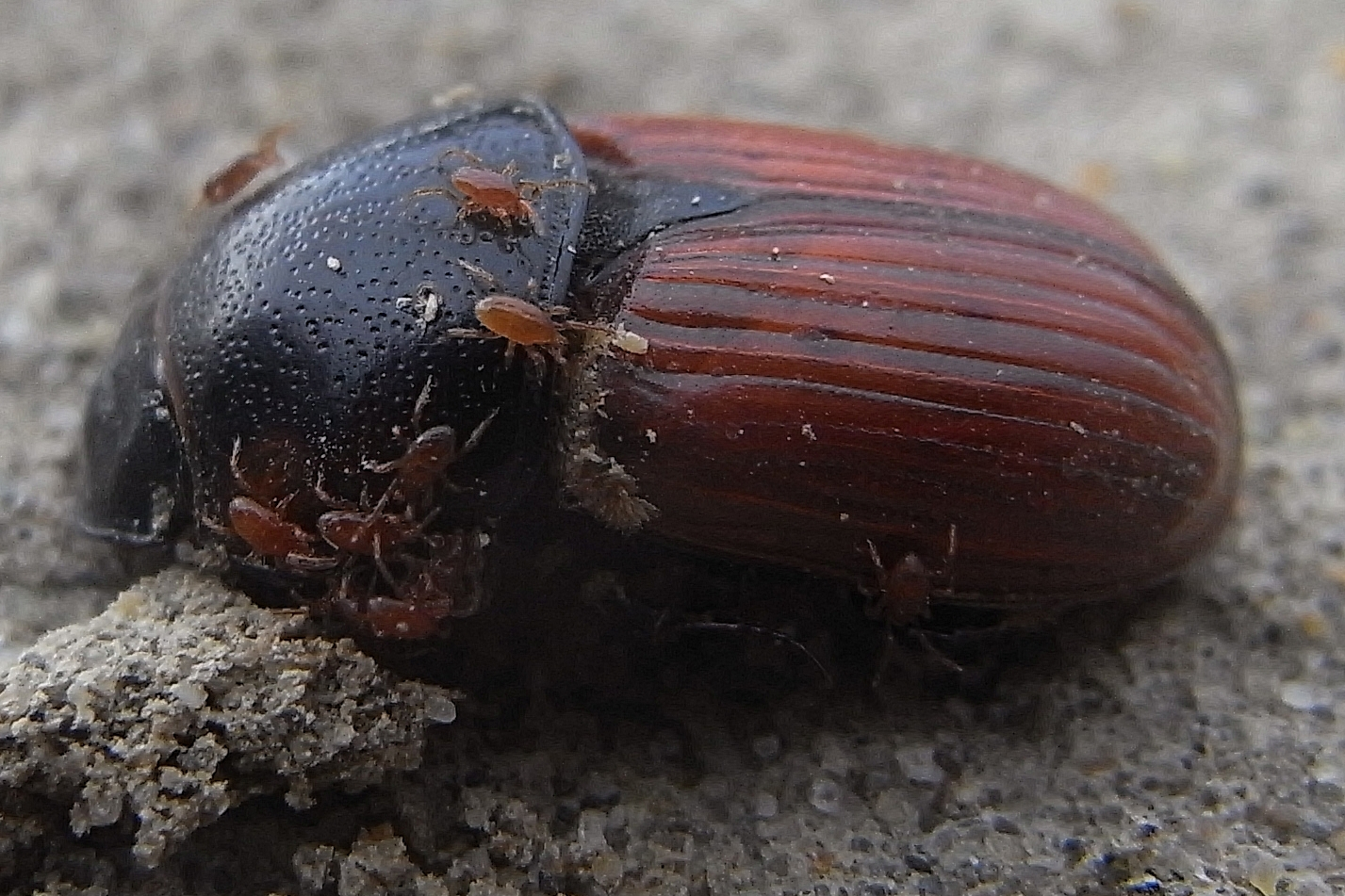
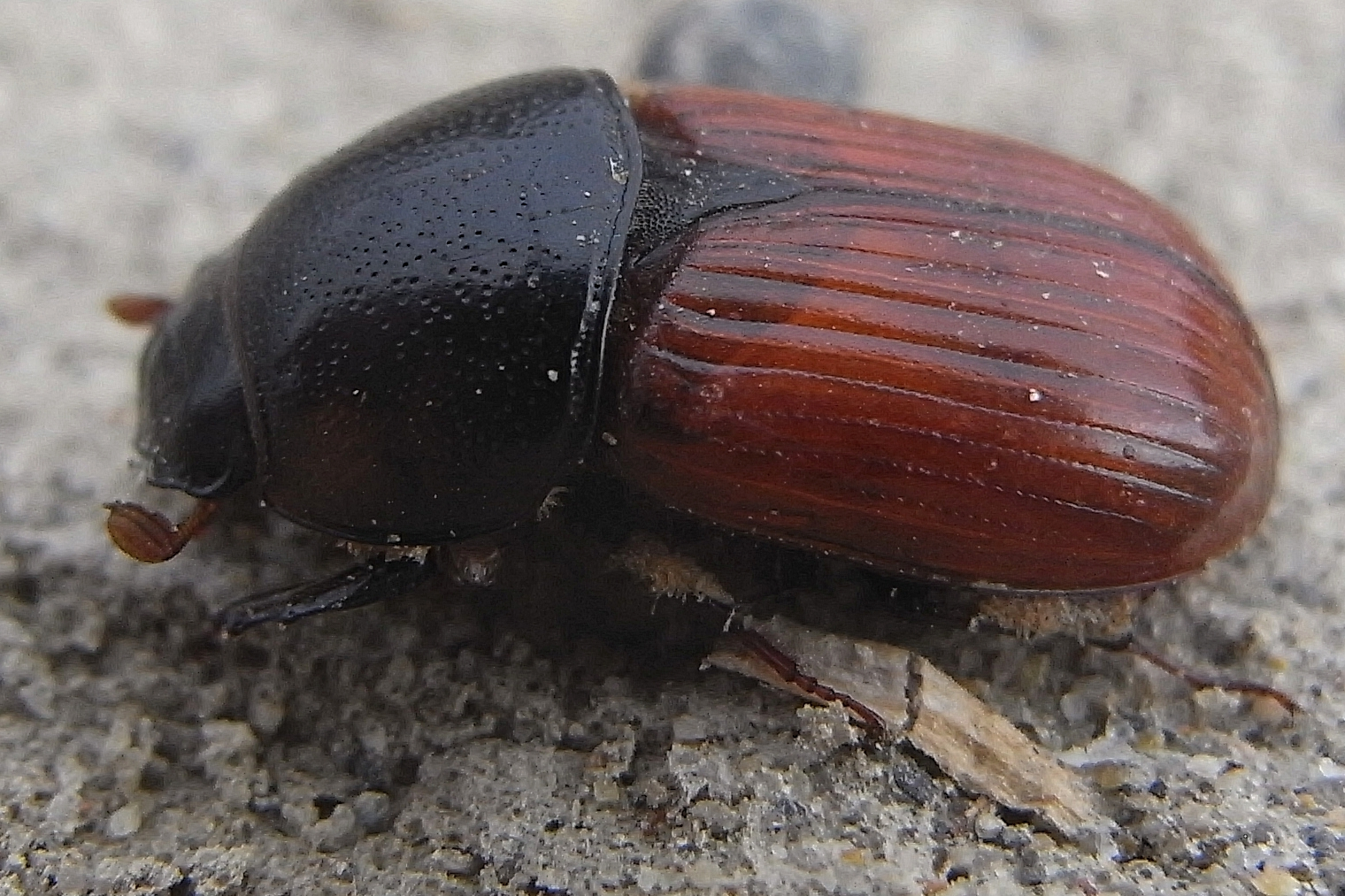
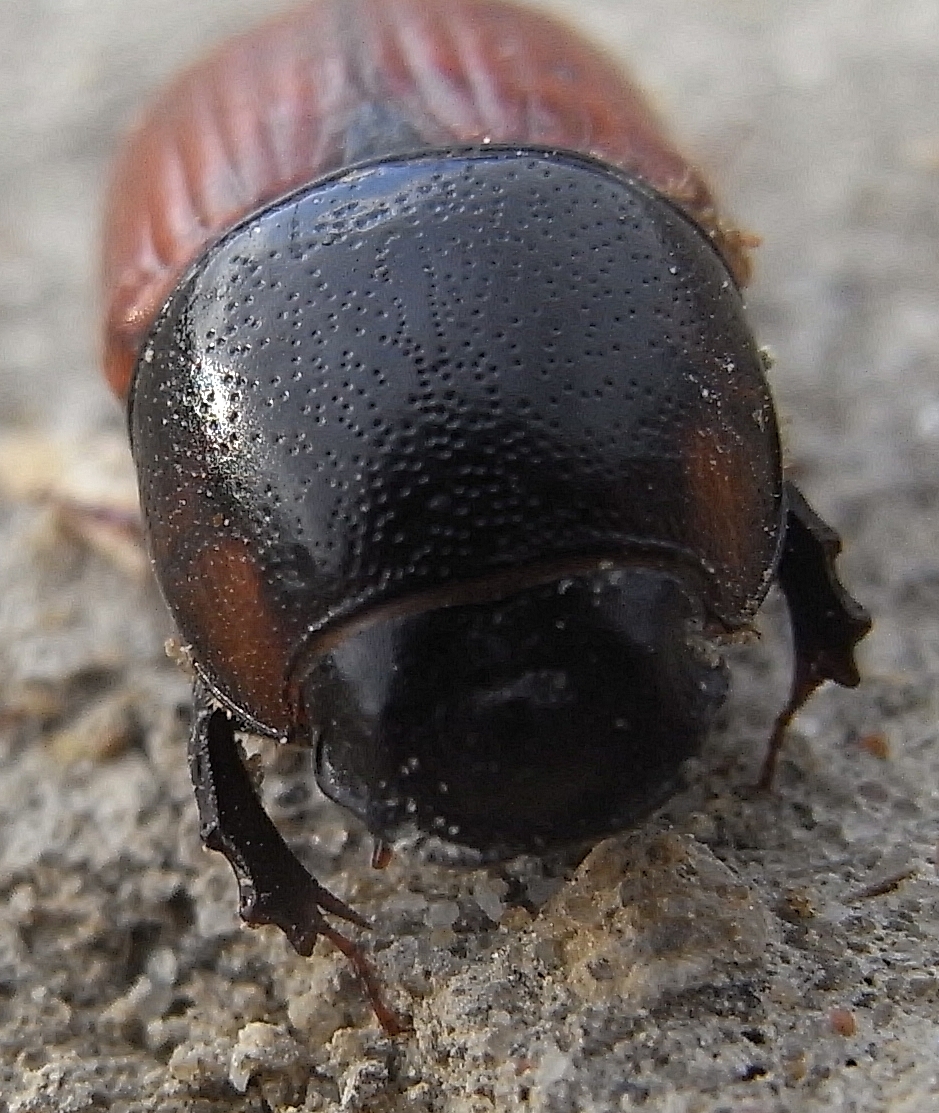